# قلعة الرقة
قلعة الرقة كانت حصناً يقع في الزاوية الجنوبية الغربية من مدينة الرافقة، القسم العباسي من مدينة الرقة في سوريا.

## التاريخ
من المرجح أن القلعة، المعروفة تاريخيًا باسم حصن الرافقة، بُنيت في القرن الثامن أو التاسع الميلادي، ولعبت دوراً مهماً في الدفاع عن المدينة وتنظيمها الإداري. أشار عدد من الرحالة والمستشرقين في القرنين التاسع عشر والعشرين إلى القلعة أو زاروها. فقد ذكرها فرنسيس تشسني وويليام فرانسيس أينسورث خلال بعثة الفرات في ثلاثينيات القرن التاسع عشر، وإن كان ذلك دون تفاصيل دقيقة. كما أشار إليها إدورد سخاو في عام 1879، بينما قام فريدريش زاره وإرنست هرتسفلد بمسح المنطقة في أوائل القرن العشرين. في عام 1913، قام ماكس فون أوبنهايم بتصوير بقايا البرج الشمالي الغربي – المعروف محليًا باسم القلّة – موثقًا واحدة من أندر الصور المتبقية للقلعة قبل تدميرها. كما مرت غيرترود بيل بالموقع عام 1911، لكنها أخطأت في تحديد هوية البرج في كتاباتها. أما في وقت لاحق، فقد كان مايكل ماينيكه، الباحث الرائد في الرقة العباسية، على علم بوجود القلعة، لكنه اعتبرها بناءً عثمانيًا متأخرًا، ولذلك لم يدرجها في خرائطه الأثرية. ومع ذلك، فإن روايات الرحالة الأوائل، والصور الجوية التاريخية، والأبحاث المفصلة التي أجراها ستيفان هايدمان ساعدت في إعادة تصور مخطط القلعة وسياقها وأهميتها التاريخية.
بحلول أوائل القرن العشرين، لم يتبقَ من القلعة سوى أجزاء من برجيها الشمالي الشرقي والشمالي الغربي. وفي خمسينيات القرن العشرين، تمت إزالة الموقع بالكامل خلال عملية توسع عمراني شملت المدينة مدفوعة بازدهار زراعة القطن. أما اليوم، فتغطي دوّار الساعة الموقع السابق للقلعة.